# Edvard Holm
Peter Edvard Holm (født 26. januar 1833 i København, død 18. maj 1915 sammesteds) var en dansk historiker.

## Barndom og ungdom
Edvard Holm blev født i København som søn af konferensråd Christian Frederik Holm (1796-1879). Allerede i drengeårene følte han sig draget til historisk læsning, men lysten steg især, da han igennem forfatterlæsning i afgangsklassen fik et fyldigt indtryk af oldtidens liv. Efter 1850 at have taget examen artium (med udmærkelse) var Holm derfor ikke i tvivl om at ville vælge filologien som det fag, der bedst lagde grunden for et historisk studium. I øvrigt begyndte han allerede i rusåret at undervise. Hjemmet med dets store interesse og sans for kunst og musik gav ham rig lejlighed til en almindeligere udvikling.
I 1855 tog han filologisk eksamen fra Københavns Universitet og drog derpå med offentlig understøttelse fra juli 1856 til april 1857 til Italien. Hjemvejen lagdes over Paris.

## Tidlige akademiske arbejder
Oldtidens liv havde især fængslet Holm, og på dette område skulle også hans studier først sætte frugt i videnskabelige arbejder. Han erhvervede 1860 den filosofiske doktorgrad ved disputatsen De græske Undersaatters politiske Stilling under de romerske Kejsere indtil Caracalla. Snart efter satte Holm sig den vanskelige opgave i et stort værk at skildre efter kilderne Gejstlighedens Optræden lige over for Staten fra Slutningen af Constantin den stores Regering indtil det vestromerske Riges Fald (1864). I en del mindre afhandlinger, optaget bl.a. i Tidsskrift for Filologi, hvor han var medredaktør, belyste han forskellige spørgsmål af oldtidens historie. Det skulle imidlertid ikke blive disse tidsrum, men perioden langt tættere på Holms samtid han især kom til at vie sine kræfter. Efter professor Hans Mathias Velschows død overdroges det nemlig i 1865 Holm som docent at holde forelæsninger over den nyeste tids historie for de statsvidenskabelige studerende, og denne pligt beholdt han, også efter at han 13. december 1867 blev udnævnt til professor ordinarius i historie. Ved sine livlige og grundige forelæsninger samlede han et auditorium fra en langt videre kreds end de studerendes verden.

## Danmark-Norges historie i 1700-tallet
Holm måtte nu føle sig kaldet til at dyrke Danmarks nyere politiske historie, og dette studium satte frugt i en række betydningsfulde arbejder. Stundom forfulgte han den danske politik under bestemte kriser ("Danmarks Deltagelse i Forhandlingerne om en væbnet Nevtralitet 1778-80" (1866) og "Danmarks Politik under den svensk-russiske Krig 1788-90" (1868)), stundom betragtede han enkelte ministre ("Styrelsen af Danmark-Norges Udenrigspolitik under Struensee" (1871)) eller diplomater ("Caspar v. Saldern og den dansk-norske Regering" (1872)). Et større værk fra hans hånd udkom 1875: Danmark-Norges udenrigske Historie under den franske Revolution og Napoleons Krige fra 1791 til 1807 (to bind). Således var det så længe forsømte studium af enevælden blevet optaget på ny, dommen over de absolutistiske kongers ydre styrelse fik sikkert fodfæste at stå på, og den store europæiske baggrund trådte tydeligere frem.
I det hele bevarede Holm under al sin virken synet for verdenshistorien i dens helhed. Et vidnesbyrd herom var også den af ham i forening med Philip Weilbach besørgede danske udgave af Cesare Cantùs verdenshistorie, af hvilken Holm omskrev store partier og særlig forfattede Nordens nyere historie (1871-1879).

## Den politiske debat i 1700-tallet
Imidlertid var Holm bøjet ind på nye sider af Danmarks historie. Et interessant skrift, "Holbergs
statsretlige og politiske Standpunkt" fra 1879, var begyndelsen og fulgtes af en række arbejder med lignende indhold, alle universitetsprogrammer ligesom hint: Om det Syn paa Kongemagt, Folk og borgerlig Frihed, der udviklede sig i den dansk-norske Stat i Midten af det 18. Aarhundrede (1746-70) (1883), Nogle Hovedtræk af Trykkefrihedstidens Historie 1770-73 (1885), Den offentlige Mening og Statsmagten i den dansk-norske Stat 1784-99 (1888), og endvidere det smukke festskrift Kampen om Landboreformerne i Danmark 1773-91 fra 1888. Her viste forfatteren, at fremstillingens kunst ikke behøver at svække det simple og naturlige sprog, som Holm ellers satte som det øverste.

## Hovedværket
Længe havde det været Holms tanke at give en sammenhængende skildring af tiden fra Den Store Nordiske Krigs ophør til 1814, altså et værk af lignende monumental natur som C.F. Allens store værk og som de mange svenske værker. Forinden måtte han dog erhverve den fulde indsigt i hele det absolutistiske regeringssystem, således som dette havde virket i de foregående menneskealdre siden 1660. Disse udenværker fuldførtes i det store arbejde Danmark-Norges indre Historie under Enevælden 1660-1720 (to bind, 1885-1886). Herefter udkom i 1891 første bind af Danmark-Norges Historie fra den store nordiske Krigs Slutning til Rigernes Adskillelse, der omfatter tiden indtil 1730. Siden kom der frem til 1912 i alt ni bind af dette værk. Undervejs i arbejdet med det store værk bidrog han til Danmarks Riges Historie med bind 5 (udgivet 1896-1903) om perioden 1699-1814.

## Karakteristik
Således knyttedes efterhånden under Holms forfattervirksomhed arbejde til arbejde og opgaverne førte hinanden med sig, indtil det hele tidsrum blev inddraget under belysning af ham eller kom til at stå klart for hans syn. Han kendte som ingen anden, hvad de danske arkiver indeholdt herom. Ved sin omfattende hukommelse og store arbejdslethed kunne han gennem en hel bogrække belyse enevældetiden og i en mængde forhold fremsætte nye opfattelser. Eksempelvis kan nævnes hans
studier over "Frederik IV's Landmilits og dens Indflydelse paa Bondestandens Kaar" fra 1884. Især blev rigets historie som helhed klarere betonet; ingen dansk historiker havde tidligere som Holm hævdet Norges jævnbyrdige stilling og taget dettes indre vilkår med i betragtning; ligeså tog han fuldt hensyn til de danske besiddelser hinsides Ejderen og Elben. Overalt i værkerne mærkes bestræbelsen for at se tingene fra så mange sider som muligt og derved at dømme humant.
Ligesom interessen for begivenheder og krige i Holms bøger trådte tilbage for skildringen af tilstande, således beror fremstillingernes ejendommelighed mindre på den dramatiske bevægelighed end den rolige og ædle hvilen, de klare linjer og den overskuelige plan.
For Holms arbejder, især for så vidt de angik styrelsesmåden, de økonomiske tilstande og retstilstandene i det 18. århundrede, tilkendtes der ham 1891 den A.S. Ørstedske Prismedaille.
Den omfattende forfattervirksomhed hindrede ikke Holm i at udfolde en betydelig praktisk virksomhed. Som erfaren skolemand, idet han i en snes år havde undervist i skoler, indtrådte han 1875 i undervisningsinspektionen for de lærde skoler og højere realskoler og virkede her med stor iver og indflydelse indtil 1888.

## Andre hverv
Ved Københavns Universitet lagdes der stærkt beslag på hans arbejdsdygtighed: 1876 valgtes han til medlem af Konsistorium, 1883 og 1891 til universitetets rektor og mange akademiske hverv blev i tidens løb lagt i hans hånd. 1865 blev han medlem af Den danske historiske Forenings bestyrelse og var foreningens sekretær og redaktør for Historisk Tidsskrift 1865-1878 og 1882-1897 foreningens formand. 24. april 1871 optoges han til medlem af Det kongelige danske Selskab for Fædrelandets Historie, til hvis formand han valgtes 10. oktober 1892 – et hverv, han beholdt til sin død. 1867 optoges han i Videnskabernes Selskab. 1876 valgtes han til medlem af direktionen for Carlsbergfondet (1889 blev han formand), 1878 til medlem af bestyrelsen for Det Nationalhistoriske Museum på Frederiksborg Slot. 1887 blev han én af direktørerne for Den Hielmstierne-Rosencroneske Stiftelse og var tillige formand for for den danske afdeling af den Letterstedtske Forening. Han var også medlem af Vitterhets Historie och Antikvitets Akademien i Stockholm, Videnskabernes Selskab i Uppsala, Videnskabsselskabet i Christiania og korresponderende medlem af Videnskabernes Akademi i Berlin.
Således havde Holm en omfattende gerning inden for det akademiske og videnskabelige livs praktiske forhold – i det politiske liv deltog han ikke – og ligesom han under sin forfattervirksomhed kun sjældent var inddraget i polemik, var hans mæglende natur og hensynsfuldhed ofte af betydning under vanskelige forhold.
Edvard Holm var også en ivrig bogsamler. Ud over bøger indenfor sit eget felt havde han også en større samling af bøger om musik og naturvidenskaben. Ved sin død efterlod han sig cirka 10.000 bind.
Holm udnævntes 1892 til Kommandør af 2. Grad af Dannebrog, var Dannebrogsmand og fik senere Storkorset. Han ægtede 1859 Frederikke Catharina Waage, datter af etatsråd, dr.theol. Georg Holger Waage.

## Eftermæle
Edvard Holms Danmark-Norges historie og skrifterne om 1700-tallets litteratur med hovedvægt på den politiske debat er stadig hovedværkerne om disse emner på dansk. Værkerne om 1700-tallets politiske litteratur er endda genoptrykt af Kildeskriftselskabet Arkiveret 20. juni 2011 hos  Wayback Machine.